# Zincourt
 Zincourt  es una población y comuna francesa, en la Región de Gran Este, departamento de Vosgos, en el distrito de Épinal y cantón de Bruyères.

## Demografía
| Gráfica de evolución demográfica de Zincourt entre 2006 y 2019 |
|                                                                |

Fuentes: INSEE.

## Políticos
Elecciones Presidential Segunda Vuelta:
| Elección | Elección | Candidato Ganador | Partido | %     |
| -------- | -------- | ----------------- | ------- | ----- |
|          | 2022     | Emmanuel Macron   | LREM    | 64,41 |
|          | 2017     | Emmanuel Macron   | EM      | 69,23 |
|          | 2012     | Nicolas Sarkozy   | UMP     | 65,71 |
|          | 2007     | Nicolas Sarkozy   | UMP     | 56,06 |
|          | 2002     | Jacques Chirac    | RPR     | 93,75 |